# Armand Jean Bergeron
Pour les articles homonymes, voir Bergeron.
Armand Jean Bergeron, né le 7 avril 1765 à Paris, mort le 27 avril 1824 à Paris, est un militaire français de la Révolution et de l’Empire.

## Biographie
Armand Jean Bergeron naît le 7 avril 1765 à Paris.
Il entre en service le 12 mai 1782, comme sous-lieutenant dans la compagnie des gendarmes anglais, et il passe à la dissolution de ce corps  le 1er avril 1788, dans le bataillon de garnison de l’Île-de-France, avec le grade de lieutenant en second.  
Il est nommé capitaine le 1er septembre 1789, dans la garde parisienne soldée, qui sera incorporée en partie dans le 104e régiment d’infanterie le 30 août 1791, et il devient lieutenant-colonel en second le 22 septembre 1792. Lieutenant-colonel en premier le 15 octobre 1792, il est promu colonel le 12 avril 1793, et le 19 juillet 1794, le Comité de salut public lui confie le commandement de la 183e demi-brigade de bataille, devenue 28e demi-brigade d’infanterie de ligne le 10 octobre 1796. De 1792 à l’an V, il fait les campagnes de l’armée du Nord, il assiste en 1794, au siège de Nimègue en qualité de commandant de tranchée, puis remplit à celui de Grave, les fonctions de général de brigade, et il dirige avec zèle et intelligence les travaux d’investissement et les attaques de Gertruydenberg le 19 janvier 1795.
Le 10 juin 1797, il est placé à la tête de la 9e division de gendarmerie à Toulouse, et il est chargé de l’inspection des troupes de cette armée dans tout le rayon de son arrondissement. Le 5 septembre 1801, il est nommé chef de la 6e légion de gendarmerie à Tours, et il est fait chevalier de la Légion d’honneur le 5 février 1804, puis officier de l’ordre le 14 juin suivant.
Lors de la première restauration, le roi Louis XVIII le fait chevalier de Saint-Louis le 29 juillet 1814, et il est admis à la retraite le 6 octobre 1815, avec le grade honorifique de maréchal de camp.
Il meurt le 27 avril 1824 à Paris.